# 六边形
在幾何學中，六邊形是指有六條邊和六個頂點的多邊形，其內角和為720度。六邊形有很多種，其中對稱性最高的是正六邊形。正六邊形是一種可以使用尺規作圖的六邊形，也可以拼滿平面，因此自然界中可以找到許多正六邊形的結構，如蜂巢、玄武岩和苯的分子結構。另外，正六邊形也可以構成一些高對稱性的多面體，如截角二十面體，巴克明斯特富勒烯的分子結構就是這種形狀。
六邊形依照其類角的性質可以分成凸六邊形和非凸六邊形，其中凸六邊形代表所有內角的角度皆小於180度。非凸六邊形可以在近一步分成凹六邊形和星形六邊形，其中星形六邊形表示邊自我相交的六邊形。

## 正六邊形
正六邊形是每條邊等長、每個角相等的六邊形，在施萊夫利符號中可以用{\displaystyle \left\{6\right\}}來表示。正六邊形亦可以將正三角形透過截角變換來構造，即切去正三角形的三個頂點，因此正六邊形在施萊夫利符號中亦可以寫為{\displaystyle t\left\{3\right\}} 。但若截角深度太深或太淺都會產生一種具有兩個不同邊長的六邊形。
正六邊形是一個同時具有邊可遞和點可遞特性的六邊形，是一種雙心多邊形，這意味著它同時具有內切圓和外接圓。
正六邊形邊的長度與其外接圓半徑相等，且等於邊心距的{\displaystyle {\frac {2{\sqrt {3}}}{3}}}倍，其中，邊心距與內切圓半徑相等。正六邊形的每個內角都是120度，且具有6次的旋轉對稱性（階數為6的旋轉對稱性）和6軸對稱性（有6個對稱軸的軸對稱性），組成了D6二面體群的對稱性。正六邊形最長的對角線是兩側頂點的對角線，其長度恰好為邊長的兩倍，因此若有一個三角形其中一個頂點位於六邊形幾何中心、其中一條邊與六邊形共用，則這個三角形是正三角形，且正六邊形可以分割成6個此三角形。
正六邊形是其中一種能夠密鋪平面的正多邊形，其餘兩種為正三角形和正方形。如同正方形和正三角形一樣，正六邊形可以經過重複的排列和組合，形成沒有空隙或重疊的幾何圖形，這種圖行每個頂點都是3個六邊形的公共頂點，並形成一個很緊密的二維空間充填，也因此大部分的蜂窩都會將其的每個蜂房做成六邊形，使其能夠有效地利用空間和建材。另外，正三角形鑲嵌的沃羅諾伊圖是正六邊形鑲嵌。雖然具有等邊的特性，但並不常被當作等邊多邊形。

### 參數

正六邊形的最大直徑{\displaystyle D}是最大半徑或外接圓半徑{\displaystyle R}的兩倍，其外接圓半徑{\displaystyle R}與邊長{\displaystyle t}等長。
{\displaystyle {\frac {1}{2}}d=r=\cos(30^{\circ })R={\frac {\sqrt {3}}{2}}R}

正六邊形的面積為：

（{\displaystyle R}為外接圓半徑、{\displaystyle r}為內接圓半徑、{\displaystyle D}為外接圓直徑＝六邊形對角長、{\displaystyle d}為內接圓直徑＝六邊形對邊長）
{\displaystyle {\begin{aligned}A&={\frac {3{\sqrt {3}}}{2}}R^{2}=3Rr=2{\sqrt {3}}r^{2}\\&={\frac {3{\sqrt {3}}}{8}}D^{2}={\frac {3}{4}}Dd={\frac {\sqrt {3}}{2}}d^{2}\\&\approx 2.598R^{2}\approx 3.464r^{2}\\&\approx 0.6495D^{2}\approx 0.866d^{2}\end{aligned}}}
也可以利用其邊心距套用任意正多邊形公式求得：
{\displaystyle {\begin{aligned}A&={\frac {ap}{2}}\\&={\frac {r\cdot 4r{\sqrt {3}}}{2}}=2r^{2}{\sqrt {3}}\\&\approx 3.464r^{2},\end{aligned}}}
正六边形可以单单用圆规直尺绘画。因为当正六边形内接于圆时，圆的半径刚好等于正六边形的边长，正六边形最长的对角线就等于圆的直径。中国古代对圆周和直径的关系有「周三径一」之说，可以视为采用正六边形为圆的近似图形求得的结果。

## 正六边形尺规作图
下面是正六边形的尺规作图，共三步。

1. 畫一條水平線，通過此線上的任意點做一個圓。
2. 以該圓與線的交點为圆心，分別畫出與該圓半徑相同的圓，與該圓交於4點。
3. 依顺序联结这4个点和該圓與水平線的交點即成正六邊形。

## 面积

### 正六边形
因為正六邊形由六個等邊三角形組成，所以：
正六邊形的面積=三角形面積×6={\displaystyle {\frac {\sqrt {3}}{4}}\times a^{2}\times 6={\frac {3}{2}}a^{2}{\sqrt {3}}}
這些等邊三角形的高是正六邊形內切圓的半徑，即{\displaystyle {\frac {\sqrt {3}}{2}}a}。

## 六邊形的密鋪平面
有多種六邊形可以獨立密鋪平面，換句話說即該六邊形反覆拼接可以無空隙地填滿整個平面
| 對稱性 | p6m (*632) | cmm (2*22) | p2 (2222) | p31m (3*3) | pmg (22*) | pmg (22*) | pg (××) |
| 圖形   | r12        | i4         | g2        | d2         | d2        | p2        | a1      |
| ------ | ---------- | ---------- | --------- | ---------- | --------- | --------- | ------- |

## 扭歪六邊形

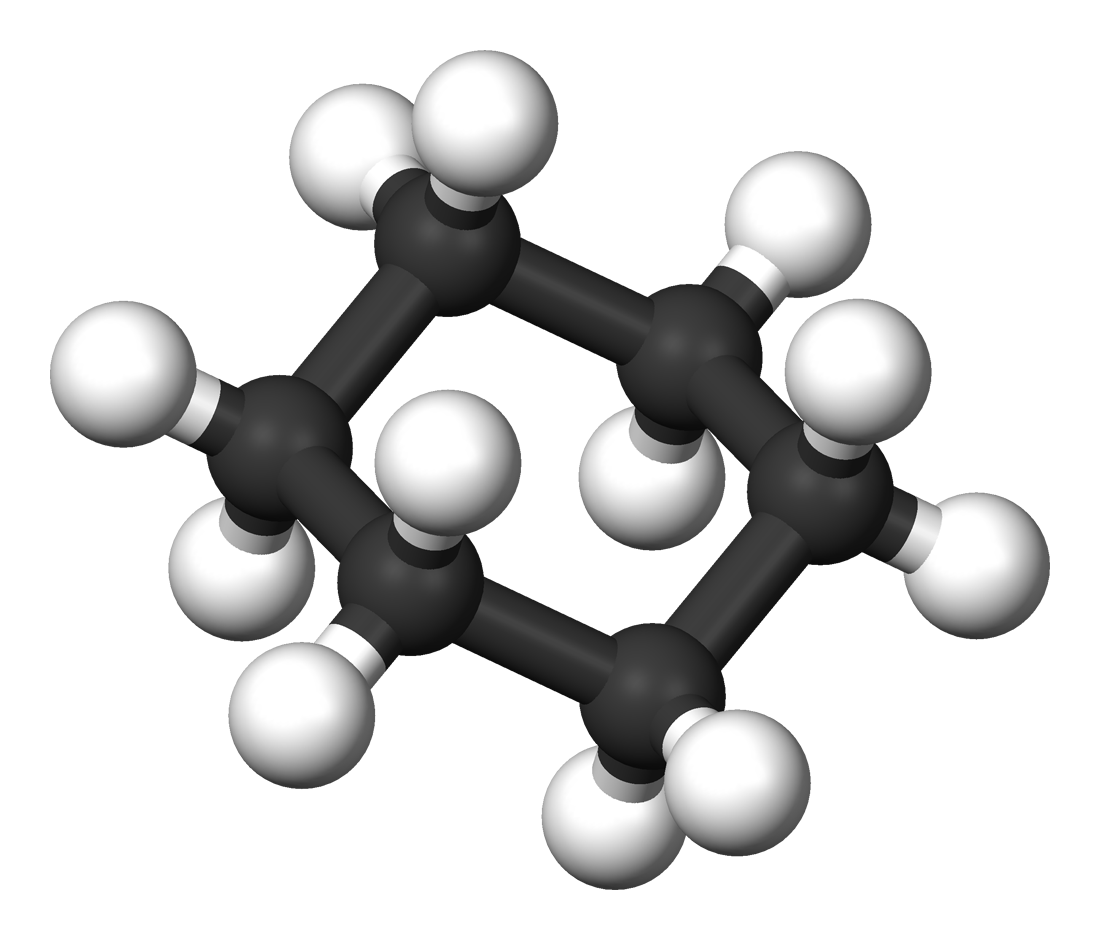
環己烷的化學結構，碳原子的位置形成了一個扭歪六邊形。

立方體的皮特里多邊形是一個扭歪六邊形。

扭歪六邊形，又稱不共面六邊形，是指頂點並非完全共面的六邊形
| 立方體 | 正八面體 |

### 皮特里多邊形
一些正扭歪六邊形來自於高维多胞體的皮特里多邊形。
| 4D             | 4D             | 5D       |
| -------------- | -------------- | -------- |
| 三角三角柱體柱 | 三角三角錐體錐 | 正五胞體 |

## 多面體的截面
部分多面體具有六邊形的截面，例如立方體、正八面體和正十二面體。在立方體中，六邊形的截面穿過對邊的中點。
| 立方體的正六邊形截面 |

## 自然中的六邊形
由於正六邊形具有高度對稱性，且可以無空隙地填滿整個平面，這種形狀稱為正六邊形鑲嵌，其頂點排佈稱為六邊形網格。以這些頂點為幾何中心的圓形可以構成二維空間中可能的圓形鑲嵌中最緊密的一種排佈，其牛頓數為6，也因此自然界經常出現許多正六邊形的結構，例如蜂巢、玄武岩和一些化學物質的分子結構。
在太空中，亦有其他自然形成的六邊形，例如土星極區的雲層呈現六邊形，被稱為土星六邊形。

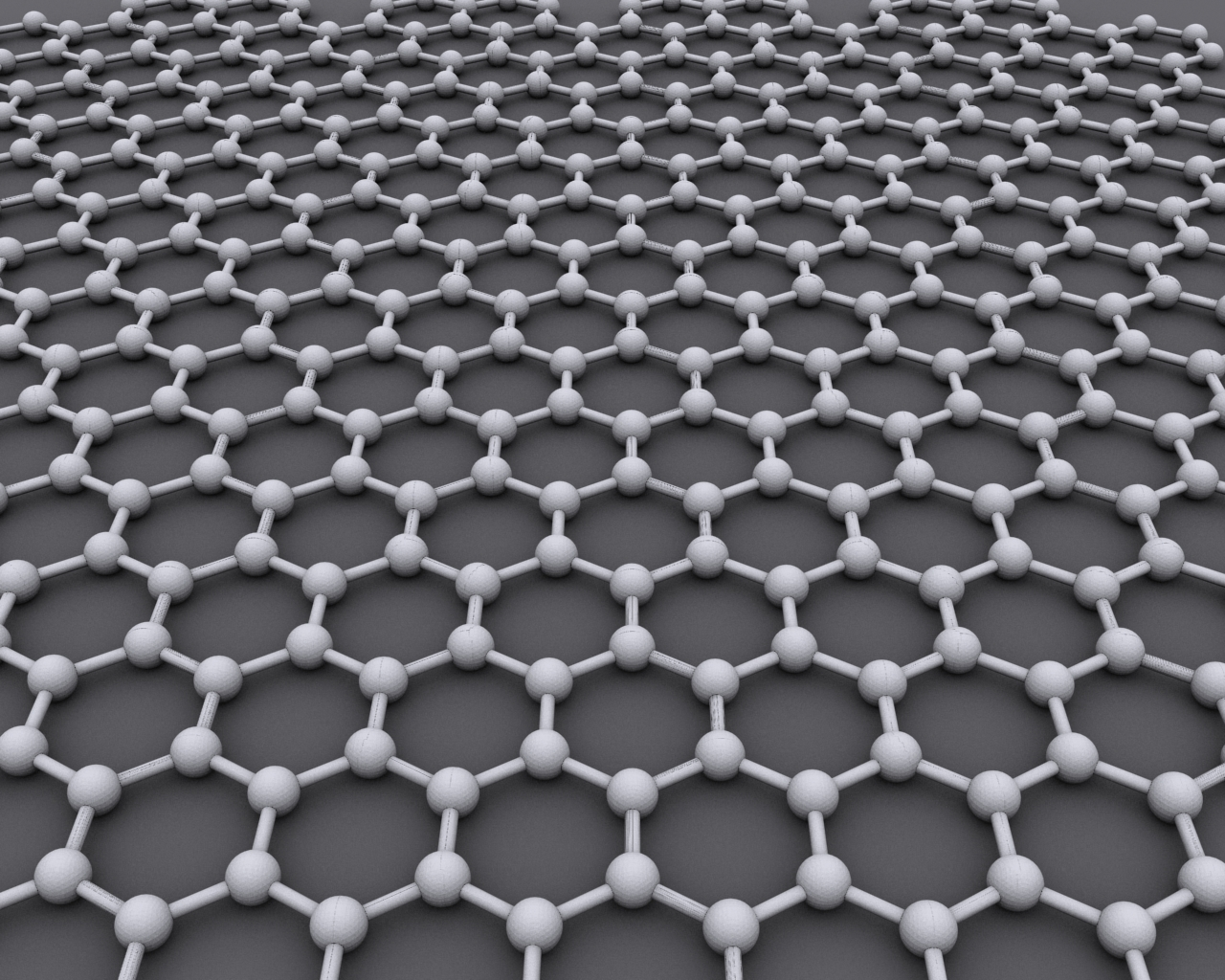
石墨的分子結構
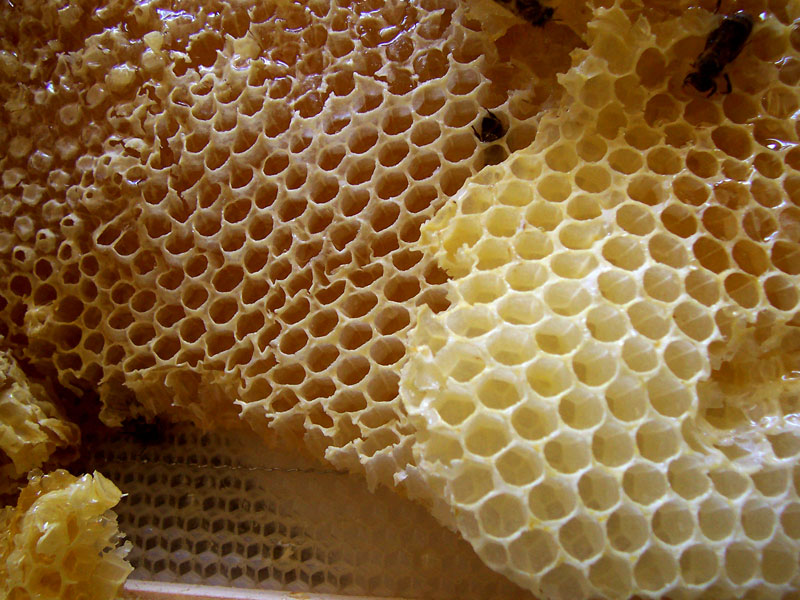
蜂巢
龜殼
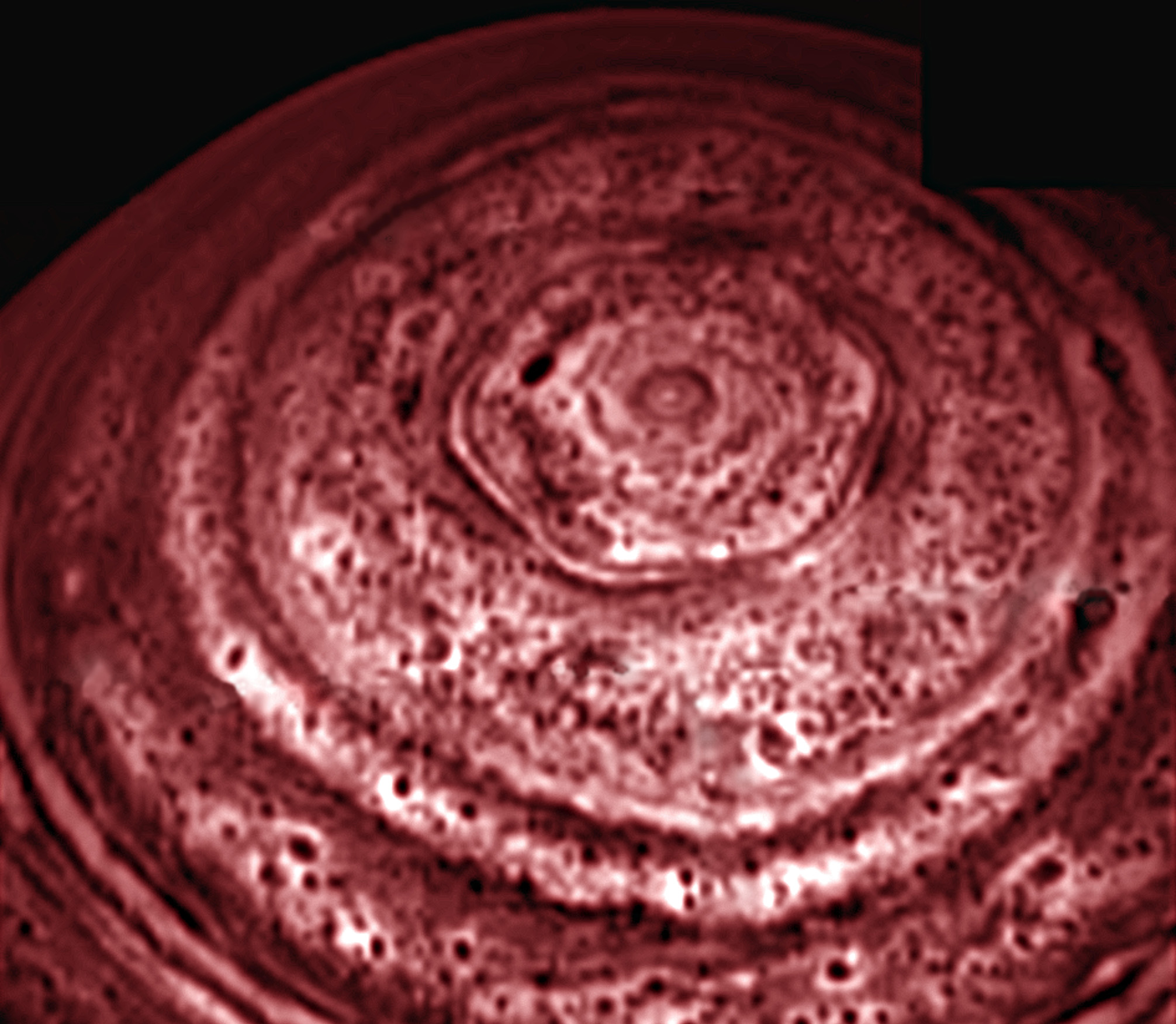
由旅行者1号發現、2006年被惠更斯号確認的土星北極的六邊形風暴
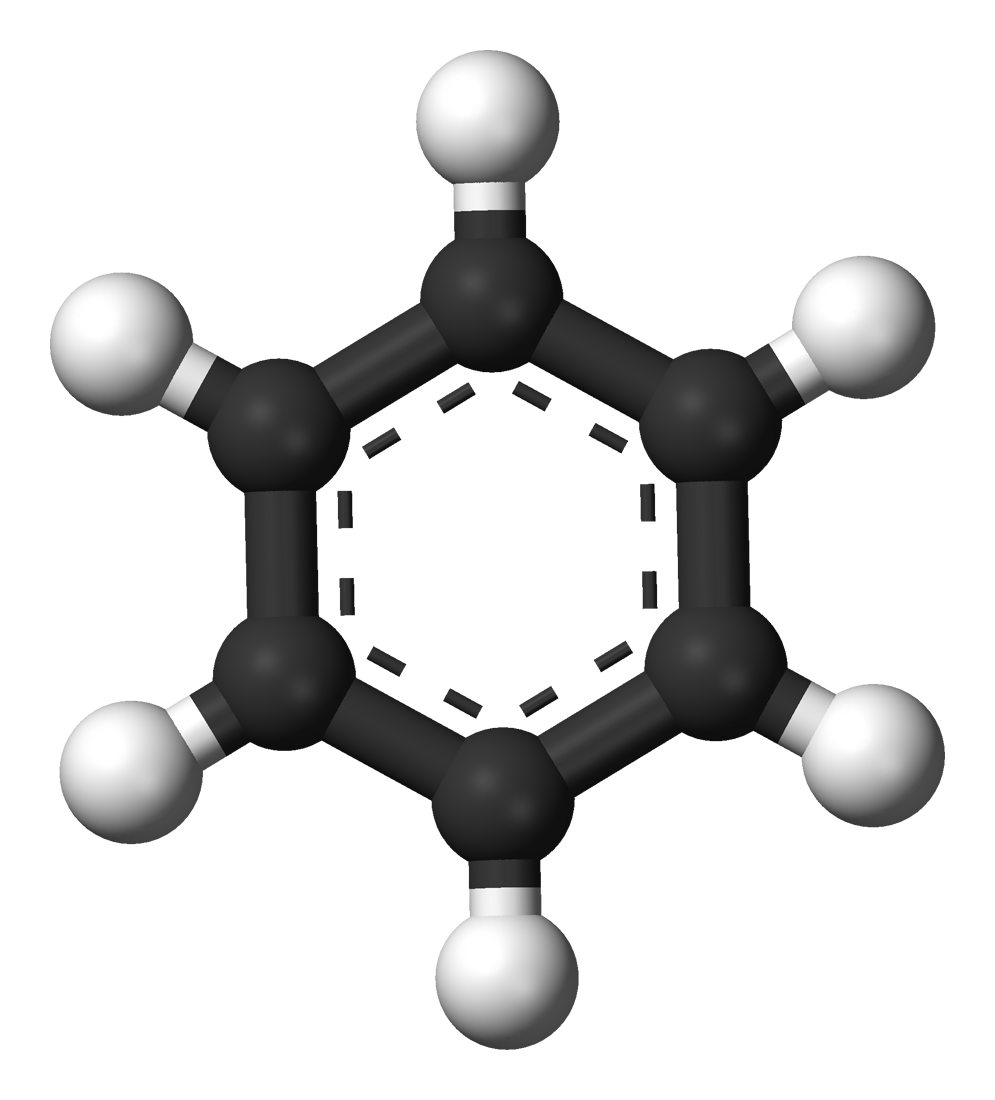
苯的分子結構
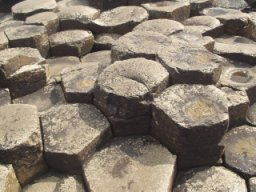
玄武岩
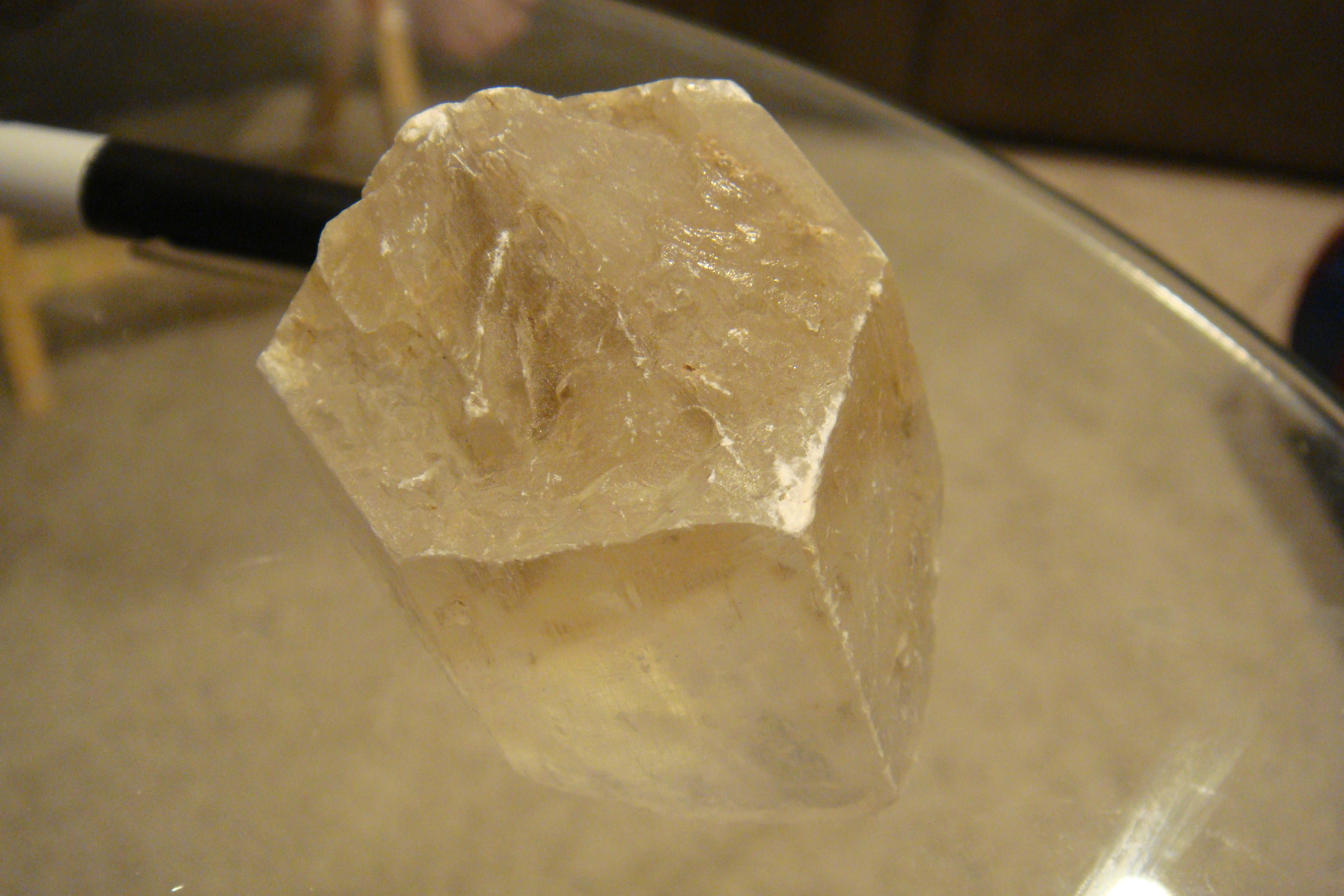
一些六方晶系礦物的結晶
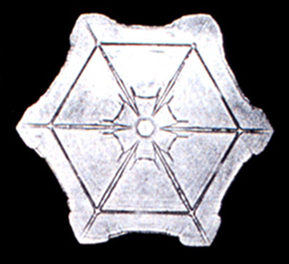
六角的雪花

## 文化

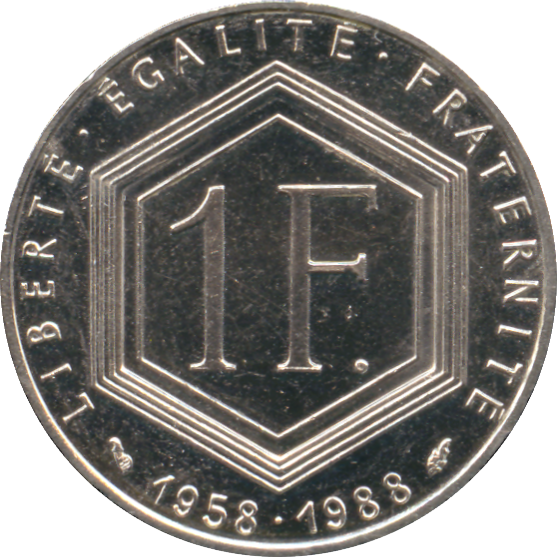

由于法国的领土像一个六边形，因此法国人也经常用“六边形”（L'Hexagone）一词来指代法国。1988年发行的戴高乐1法郎硬币上，就印有代表法国的六边形。